# Diana Mocanu
Diana Mocanu (* 19. Juli 1984 in Brăila) ist eine rumänische Sportlerin und war bisher die erfolgreichste rumänische Schwimmerin.
Sie gewann bei den Olympischen Spielen 2000 in Sydney über 100 und 200 Meter Rücken zweimal die Goldmedaille. Bei den Schwimmweltmeisterschaften 2001 gewann sie Gold über 200 Meter und Silber über 100 Meter Rücken.
Bei den Olympischen Spielen 2004 in Athen trat sie aus gesundheitlichen Gründen nicht an.
Mocanu wurde im Jahr 2000 mit dem Treudienst-Orden im Rang eines Kommandeurs ausgezeichnet. 2015 wurde sie in die International Swimming Hall of Fame aufgenommen.